# آبل ارناندس
آبل ماتیاس ارناندس پلاترو (اسپانیایی: Abel Mathías Hernández Platero‎؛ زاده ۸ اوت ۱۹۹۰) بازیکن فوتبال اهل اروگوئه است.
وی همچنین در تیم ملی فوتبال اروگوئه بازی کرده‌است.